# Franz Bacher (Journalist)
Franz Bacher (geboren 16. Juni 1884 in Prag; gestorben 16. März 1945 im KZ Theresienstadt (unsicher)) war ein tschechoslowakischer Jurist und Parlamentsabgeordneter.

## Leben
Bacher war Jude. Nach dem Besuch des Gymnasiums in Prag studierte er Rechtswissenschaften an der Universität Prag. Bacher schloss sich der liberalen paritätischen Burschenschaft Ostmark Prag im Burschenbunds-Convent an. Nach der Zeit als Rechtspraktikant beim Landesgericht in Wien wurde er 1911 Beamter der Prager Filiale der Österreichischen Credit-Anstalt. 1914 ging er als Redakteur zur Deutschen Zeitung Bohemia, bevor er als Freiwilliger im 92. Infanterie-Regiment Komotau in den Ersten Weltkrieg zog. Nach Kriegsende ging er zur Deutschen Zeitung Bohemia zurück und war dort bis 1938 Chefredakteur. Bacher war Mitbegründer der Zeitschriften Die Wirtschaft und Die Zeit im Bild. Daneben war er in der Reichsgewerkschaft der Deutschen Presse in der Tschechoslowakei aktiv und Dozent für Zeitungswissenschaften an der freien Schule für politische Wissenschaften in Prag.
Bacher engagierte sich auch politisch. Seit ihrer Gründung 1919 war er Mitglied der Deutschen Fortschrittspartei (DDFP), nach deren Aufgehen in der Deutschen Arbeits- und Wirtschaftsgemeinschaft (DAWG) war er Mitglied der Reichsleitung der neuen Organisation. 1931 gelangte Bacher als Nachfolger für den verstorbenen Bruno Kafka ins Tschechoslowakische Abgeordnetenhaus. 1934/35 war er einer der führenden Köpfe bei der Wiedergründung der DDFP. Von 1935 bis 1939 war Bacher Mitglied der Landesvertretung Böhmens. 
Nach der deutschen Besetzung Prags 1939 soll Bacher gegen Kriegsende in das KZ Theresienstadt deportiert worden sein.